# クリストバル・ガメ
クリストバル・ガメ（Cristóbal Game、2000年7月9日 - ）は、スーペル・ラグビー・アメリカス、セルクナムに所属するラグビーユニオン選手。

## プロフィール
- チリ・コンセプシオン出身[1]。
- ポジションはウィング(WTB)。
- 身長 193cm、体重 92kg
- 7人制チリ代表に選ばれたことがある[2]。
- チリ代表キャップは7（2024年12月現在）でラグビーワールドカップ2023のチリ代表に選ばれた[3]。

## 略歴
2022年、セルクナムに加入。